# Marco Miltkau
Pour les articles homonymes, voir Miltkau.
Marco Miltkau est un joueur de hockey sur gazon allemand évoluant au poste d'attaquant au HC Klein Zwitserland et avec l'équipe nationale allemande.

## Biographie
Marco est né le 18 août 1990 à Hambourg.

## Carrière
Débuts en équipe nationale première en 2012 pour concourir au Champions Trophy 2012 à Melbourne en Australie.

## Palmarès
- : 1er à la Coupe du monde U21 en 2009
- : 1er à l'Euro en 2013
- : 2e à l'Euro en 2015
- : 3e à l'Euro U21 en 2010
- : 3e au Champions Trophy en 2016